# ユーゲーム
ユーゲームは、東京都台東区に本社を置く「株式会社ジェイアンドシー」が展開する、コンピュータゲーム周辺機器ブランド。名称の「U」はあなた（YOU）、または「優」から来ている。

## 概要
WiiやPSP、Xboxなど幅広い機種の周辺機器を製造（工場は中国）、販売している。同業のサイバーガジェット同様ハードメーカーの許諾を取っていない非ライセンス品である。その分価格が安価でライセンス品では出しにくいような個性的な製品がラインナップされている。
最近では、漫画家のピョコタンとコラボし、DS Lite用のハードカバーが発売された。こちらはセブンドリーム・ドットコムとビックカメラ専売品である。

## 主な製品
- 保護シート・カバー
- 各種ケーブル
- コンバーター

など。正規品の廉価版がほとんどである。